# Let's Get Dirty (I Can't Get in da Club)
Let's Get Dirty (I Can't Get in da Club) è il primo singolo del rapper statunitense Redman estratto dal quinto album Malpractice. Rockwilder è il suo produttore, nonché l'autore del testo assieme a Reggie "Redman" Noble e John "DJ Kool" Bowman, quest'ultimo il quale partecipa anche lui al brano.

## Informazioni
Jason Birchmeier di All Music Guide descrive il singolo come «Un bel momento in Malpractice».
La canzone ha riscosso un successo modesto, ma un anno dopo, nel 2002, la cantante Christina Aguilera si ispirerà fortemente ad essa per il suo singolo Dirrty estratto dall'album Stripped, facendone una sorta di rifacimento non proprio uguale ma molto somigliante all'originale (soprattutto nella base), sempre con il featuring di Redman.
Let's Get Dirty (I Can't Get in da Club) è contenuta anche nella compilation del 2005 Kiss Presents Hip Hop Classics 2 e fa parte della colonna sonora del videogioco Tony Hawk's Pro Skater 3.

## Videoclip
Il videoclip del singolo, diretto da Dave Meyers, rispecchia lo stesso titolo del brano: nelle scene iniziali Redman cerca di entrare in una chiassosa discoteca facendosi strada all'esterno in una lunga folla di persone scalmanate che ballano animate dal ritmo della canzone, finché non si trova davanti due buttafuori che gli impediscono di proseguire. Riceve poi una telefonata da un suo amico che si trova all'interno e riesce a entrare nel locale sfondando con la sua automobile l'entrata principale dello stesso (questa sequenza è girata in stile cartone animato ed è tagliata in alcune versioni del video). Le scene successive vedono l'artista rappare nel rumoroso e affollatissimo club. Nel video c'è anche DJ Kool.

## Tracce
Lato A
1. Let's Get Dirty (I Can't Get in da Club) (Radio Edit) - 3:40
2. Let's Get Dirty (I Can't Get in da Club) (LP Version) - 4:09

Lato B
1. Let's Get Dirty (I Can't Get in da Club) (Instrumental) - 4:09
2. Let's Get Dirty (I Can't Get in da Club) (Acapella) - 4:09

## Classifica
| Chart (2001)                            | Posizione massima |
| --------------------------------------- | ----------------- |
| Stati Uniti d'America Billboard Hot 100 | 97                |
| U.S.A. Billboard Hot R&B/Hip-Hop Songs  | 46                |
| U.S.A. Billboard Hot Rap Tracks         | 9                 |